# Weißstirn-Fächerschwanz

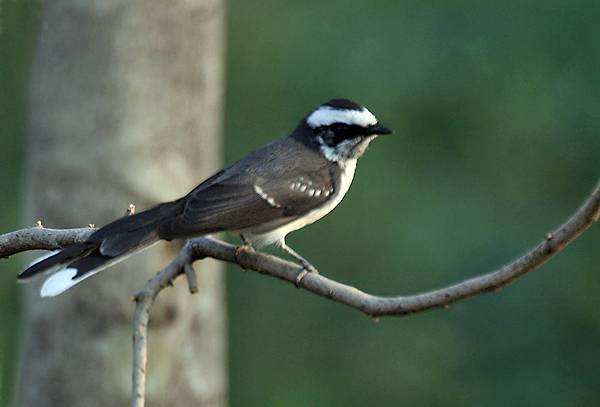
Weißstirn-Fächerschwanz in
Sindhrot in Vadodara District, Gujarat in Indien.

Der Weißstirn-Fächerschwanz (Rhipidura aureola) ist ein bis zu 17 Zentimeter großer Singvogel aus der Familie der Fächerschwänze, der nur auf dem indischen Subkontinent anzutreffen ist.

## Aussehen
Die Vögel haben ein braunes Rückengefieder, der Bauch, die Kehle und die Schwanzunterseite sind weiß. Am Kopf haben die Vögel einen dicken, langen Streifen, der waagerecht zum Auge entlang läuft. Die Kopfoberseite ist schwarz. Der Schnabel ist schwarz, die Beine sind braun gefärbt. Bei manchen Unterarten ist die Kehle mit brauen, langen Tupfern versehen und die Unterseite des Schwanzes ist braun gehalten. Der einzige Unterschied zwischen den Geschlechtern ist, dass die Weibchen am Kopf etwas heller gefärbt sind als die Männchen.

## Lebensweise
Die Vögel halten sich meist am Boden auf und gehen dort auf die Jagd nach Insekten, dort stellen die Vögel ihren Schwanz auf oder lassen ihn hängen, um damit Insekten aufzuscheuchen, die sie dann im Fluge fangen. Daneben suchen sie diese auch unter der Rinde von morschen Bäumen oder sie fangen diese im Flug ein. Der Gesang der Vögel ist eine Melodie aus kurzen Pfeiftönen, die in ihrer Tonhöhe ansteigen oder abfallen.  

## Verbreitung und Lebensraum
Der Weißstirn-Fächerschwanz kommt in den Ländern Sri Lanka, Pakistan, Indien und Bangladesch vor. Dort bewohnen sie Wälder und Strauchlandschaften, daneben sind sie auch in Gärten menschlicher Siedlungen anzutreffen.   

## Fortpflanzung
Die Vögel bauen  in Bäumen ein napfförmiges Nest aus Pflanzenfasern und Gräsern, welche sie mit Spinnenseide bedecken. Das Gelege des Weibchens umfasst bis zu drei rosa oder cremefarbene Eier. Die Brutzeit beträgt zwischen 12 und 16 Tagen, danach verbleiben die Jungen noch 11 bis 17 Tage im Nest. Manche Brut fällt größeren Raubvögeln oder Säugern zum Opfer. Daneben suchen sich Kuckucke sie als Zieheltern für ihren Nachwuchs aus.

## Gefährdung
Aufgrund der weiten Verbreitung stuft die IUCN diese Art als (Least Concern) nicht gefährdet ein.